# 1958-as atlétikai Európa-bajnokság
Az 1958-as atlétikai Európa-bajnokságot augusztus 19. és augusztus 24. között rendezték Stockholmban, Svédországban. Az Eb-n 36 versenyszám volt.

## A magyar sportolók eredményei
Magyarország az Európa-bajnokságon 23 sportolóval képviseltette magát.
Érmesek
| Érem  | Versenyző       | Versenyszám   | Dátum         |
| ----- | --------------- | ------------- | ------------- |
| Bronz | Zsivótzky Gyula | Kalapácsvetés | augusztus 21. |
| Bronz | Kulcsár Gergely | Gerelyhajítás | augusztus 24. |

## Éremtáblázat
(A táblázatban a rendező nemzet és Magyarország eltérő háttérszínnel kiemelve.)
| Helyezés | Nemzet         | Arany | Ezüst | Bronz | Összesen |
| 1.       | Szovjetunió    | 11    | 15    | 9     | 35       |
| 2.       | Lengyelország  | 8     | 2     | 2     | 12       |
| 3.       | Nagy-Britannia | 7     | 5     | 5     | 17       |
| 4.       | NSZK           | 6     | 3     | 6     | 15       |
| 5.       | Svédország     | 1     | 2     | 3     | 6        |
| 6.       | Csehszlovákia  | 1     | 2     | 1     | 4        |
| 7.       | Finnország     | 1     | 0     | 0     | 1        |
| 7.       | Románia        | 1     | 0     | 0     | 1        |
| 9.       | NDK            | 0     | 2     | 4     | 6        |
| 10.      | Norvégia       | 0     | 2     | 0     | 2        |
| 11.      | Bulgária       | 0     | 1     | 0     | 1        |
| 11.      | Jugoszlávia    | 0     | 1     | 0     | 1        |
| 11.      | Olaszország    | 0     | 1     | 0     | 1        |
| 14.      | Magyarország   | 0     | 0     | 2     | 2        |
| 15.      | Franciaország  | 0     | 0     | 1     | 1        |
| 15.      | Izland         | 0     | 0     | 1     | 1        |
| 15.      | Svájc          | 0     | 0     | 1     | 1        |
| 15.      | Írország       | 0     | 0     | 1     | 1        |
| Összesen | Összesen       | 36    | 36    | 36    | 108      |

## Érmesek
- WR – világrekord
- CR – Európa-bajnoki rekord

### Férfi
| Versenyszám     | Arany                                                                         | Arany     | Ezüst                                                                            | Ezüst     | Bronz                                                                          | Bronz     |
| --------------- | ----------------------------------------------------------------------------- | --------- | -------------------------------------------------------------------------------- | --------- | ------------------------------------------------------------------------------ | --------- |
| 100 m           | Armin Hary · NSZK                                                             | 10,3      | Manfred Germar · NSZK                                                            | 10,4      | Peter Radford · Nagy-Britannia                                                 | 10,4      |
| 200 m           | Manfred Germar · NSZK                                                         | 21,0      | David Segal · Nagy-Britannia                                                     | 21,3      | Jocelyn Delecour · Franciaország                                               | 21,3      |
| 400 m           | John Wrighton · Nagy-Britannia                                                | 46,3      | John Salisbury · Nagy-Britannia                                                  | 46,5      | Karl-Friedrich Haas · NSZK                                                     | 47,0      |
| 800 m           | Michael Rawson · Nagy-Britannia                                               | 1:47,8    | Audun Boysen · Norvégia                                                          | 1:47,9    | Paul Schmidt · NSZK                                                            | 1:47,9    |
| 1500 m          | Brian Hewson · Nagy-Britannia                                                 | 3:41,9    | Dan Waern · Svédország                                                           | 3:42,1    | Ron Delany · Írország                                                          | 3:42,3    |
| 5000 m          | Zdzisław Krzyszkowiak · Lengyelország                                         | 13:53,4   | Kazimierz Zimny · Lengyelország                                                  | 13:55,2   | Gordon Pirie · Nagy-Britannia                                                  | 14:01,6   |
| 10 000 m        | Zdzisław Krzyszkowiak · Lengyelország                                         | 28:56,0   | Yevgeni Zhukov · Szovjetunió                                                     | 28:58,6   | Nikolay Pudov · Szovjetunió                                                    | 29:02,2   |
| Maraton         | Sergei Popov · Szovjetunió                                                    | 2:15:17,0 | Ivan Filin · Szovjetunió                                                         | 2:20:50,6 | Frederick Norris · Nagy-Britannia                                              | 2:21:15,0 |
| 4x100 m váltó   | NSZK · Walter Mahlendorf · Armin Hary · Heinz Fütterer · Manfred Germar       | 40,2      | Nagy-Britannia · Peter Radford · Roy Sandstrom · David Segal · Adrian Breacker   | 40,2      | Szovjetunió · Boris Tokarev · Edvin Ozolin · Yuriy Konovalov · Leonid Bartenev | 40,2      |
| 4x400 m váltó   | Nagy-Britannia · Ted Sampson · John MacIsaac · John Wrighton · John Salisbury | 3:07,9    | NSZK · Carl Kaufmann · Manfred Poerschke · Johannes Kaiser · Karl-Friedrich Haas | 3:08,2    | Svédország · Nils Holmberg · Hans Lindgren · Lennart Johnsson · Alf Petersson  | 3:10,7    |
| 110 m gát       | Martin Lauer · NSZK                                                           | 13,7      | Stanko Lorger · Jugoszlávia                                                      | 14,1      | Anatoliy Mihailov · Szovjetunió                                                | 14,4      |
| 400 m gát       | Jurij Litujev · Szovjetunió                                                   | 51,1      | Per-Ove Trollsås · Svédország                                                    | 51,6      | Bruno Galliker · Svájc                                                         | 51,8      |
| 3000 m akadály  | Jerzy Chromik · Lengyelország                                                 | 8:38,2    | Semyon Rzhishchin · Szovjetunió                                                  | 8:38,8    | Hans Huneke · NSZK                                                             | 8:43,6    |
| 20 km gyaloglás | Stan Vickers · Nagy-Britannia                                                 | 1:33:09,0 | Leonid Spirin · Szovjetunió                                                      | 1:35:04,2 | Lennart Back · Svédország                                                      | 1:35:22,2 |
| 50 km gyaloglás | Yevgeniy Maskinskov · Szovjetunió                                             | 4:18:42,0 | Abdon Pamich · Olaszország                                                       | 4:19:58,6 | Max Weber · NDK                                                                | 4:20:31,8 |
| Magasugrás      | Rickard Dahl · Svédország                                                     | 212 cm    | Jiří Lanský · Csehszlovákia                                                      | 210 cm    | Stig Pettersson · Svédország                                                   | 210 cm    |
| Távolugrás      | Igor Ter-Ovaneszjan · Szovjetunió                                             | 781 cm    | Kazimierz Kropidłowski · Lengyelország                                           | 767 cm    | Henryk Grabowski · Lengyelország                                               | 751 cm    |
| Rúdugrás        | Eeles Landström · Finnország                                                  | 450 cm    | Manfred Preussger · NSZK                                                         | 450 cm    | Vladimir Bulatov · Szovjetunió                                                 | 450 cm    |
| Hármasugrás     | Józef Schmidt · Lengyelország                                                 | 16,43 m   | Oleg Anatoljevics Rjahovszkij · Szovjetunió                                      | 16,02 m   | Vilhjálmur Einarsson · Izland                                                  | 16,00 m   |
| Súlylökés       | Arthur Rowe · Nagy-Britannia                                                  | 17,78 m   | Viktor Lipsnis · Szovjetunió                                                     | 17,47 m   | Jiří Skobla · Csehszlovákia                                                    | 17,12 m   |
| Diszkoszvetés   | Edmund Piątkowski · Lengyelország                                             | 53,92 m   | Todor Artarski · Bulgária                                                        | 53,82 m   | Vladimir Trusenyev · Szovjetunió                                               | 53,74 m   |
| Gerelyhajítás   | Janusz Sidło · Lengyelország                                                  | 80,16 m   | Egil Danielsen · Norvégia                                                        | 78,27 m   | Kulcsár Gergely · Magyarország                                                 | 75,25 m   |
| Kalapácsvetés   | Tadeusz Rut · Lengyelország                                                   | 64,78 m   | Mikhail Krivonosov · Szovjetunió                                                 | 63,78 m   | Zsivótzky Gyula · Magyarország                                                 | 63,68 m   |
| Tízpróba        | Vasili Kuznetsov · Szovjetunió                                                | 7865 pont | Uno Palu · Szovjetunió                                                           | 7329 pont | Walter Meier · NDK                                                             | 7249 pont |